# Michelle Pfeiffer
Michelle Marie Pfeiffer (/ˈfaɪfər/ FY-fər; Santa Ana, California, 29 de abril de 1958) es una actriz estadounidense. Con una prolífica carrera en la pantalla que abarca más de cuatro décadas, Pfeiffer se convirtió en una de las actrices más taquilleras de Hollywood durante la década de 1980 y 1990, así como en uno de los símbolos sexuales más populares de la época. Es ganadora de un Premio Globo de Oro y un Premio BAFTA, además de tres nominaciones al Óscar y un Premio Primetime Emmy. Por su contribución a la industria cinematográfica, Pfeiffer recibió una estrella en el Paseo de la Fama de Hollywood ubicada en 6801 Hollywood Boulevard.
Antes de dedicarse a la actuación, Pfeiffer estudió estenografía de tribunales durante un año. Comenzó su carrera con pequeñas apariciones en televisión y cine y obtuvo su primer papel de protagonista en Grease 2 (1982), que fracasó comercial y críticamente. Desilusionada por ser encasillada en comparsas de mujer físicamente atractiva, la actriz se movió para conseguir personajes de mayor altura y en 1983 interpretó a Elvira Hancock en Scarface. Pfeiffer obtuvo más reconocimiento con actuaciones en Lady Halcón (1985), Las brujas de Eastwick (1987), Casada con la mafia (1988) y Conexión Tequila (1988). Su interpretación de Angela de Marco en Casada con la mafia le valió una nominación al Globo de Oro a la Mejor actriz – Comedia o musical, y sus actuaciones en Relaciones peligrosas (1988) y Los fabulosos Baker Boys (1989) le valieron dos nominaciones consecutivas al Óscar, a la Mejor actriz de reparto y a la Mejor actriz, respectivamente, además del BAFTA a la Mejor actriz de reparto por su interpretación de Madame Marie de Tourvel en Relaciones peligrosas y el Globo de Oro a la Mejor actriz – Drama por su interpretación de Susie Diamond en Los fabulosos Baker Boys.
Ya establecida como primera actriz y una de las mejores pagadas de Hollywood, Pfeiffer protagonizó La casa Rusia (1990) y Frankie y Johnny (1991). Sus actuaciones en estas dos últimas le valieron dos nominaciones al Globo de Oro, a la Mejor actriz – Drama y a la Mejor actriz – Comedia o musical, respectivamente. En 1992, Pfeiffer interpretó a Selina Kyle en Batman regresa y recibió su tercera nominación al Óscar por su interpretación de Lurene Hallett en Por encima de todo. Continuó su carrera con papeles de protagnista en La edad de la inocencia (1993), Lobo (1994), Algo muy personal (1996), En lo profundo del corazón (1997) y Nuestro amor (1999). La actriz también produjo varias de sus propias películas bajo su compañía Via Rosa, incluidas Mentes peligrosas (1995) y Un día inolvidable (1996). Al optar por priorizar a su familia, Pfeiffer actuó esporádicamente a lo largo de la década de 2000, apareciendo en Revelaciones (2000), Mi nombre es Sam (2001), La flor del mal (2002), Hairspray: Suéltate el pelo (2007), Stardust: el misterio de la estrella (2007), Efectos personales (2008) y Chéri (2009).
Después de aparecer en películas como Año nuevo (2011), Sombras tenebrosas (2012) y  Una familia peligrosa (2013), Pfeiffer ganó la aclamación de la crítica en 2017 por sus interpretaciones en ¿Dónde está Kyra?, ¡Madre! y Asesinato en el Orient Express, y recibió su primera nominación al Primetime Emmy por interpretar a Ruth Madoff en la película de HBO, El mago de las mentiras. En 2020, la actriz obtuvo su octava nominación al Globo de Oro por su interpretación de Frances Price en Salida francesa. Pfeiffer ha interpretado a Janet van Dyne/Avispa en el Universo cinematográfico de Marvel desde 2018, comenzando con Ant-Man and the Wasp, y continuando con Avengers: Juego final (2018) y Ant-Man and the Wasp: Quantumania (2023).

## Biografía
Michelle Marie Pfeiffer nació en la ciudad de Santa Ana del condado de Orange, California. Es la segunda de los cuatro hijos de Donna Jean (1932–2018) ama de casa, y Richard Pfeiffer (1933–1998) contratista de aires acondicionados. Tiene un hermano mayor, Rick (nacido en 1955) y dos hermanas menores, Dedee (nacida en 1964) y Lori (nacida en 1965). Sus padres eran ambos originarios de Dakota del Norte. Su abuelo paterno era de ascendencia alemana y su abuela paterna era de ascendencia inglesa, galesa, francesa, irlandesa y holandesa, mientras que su abuelo materno era de ascendencia suiza-alemana-italiana y su abuela materna de ascendencia sueca. La familia Pfeiffer se mudó a Midway City, otra comunidad del Condado de Orange a unas siete millas (11 km) de distancia, donde Michelle pasó sus primeros años.
Pfeiffer asistió a la escuela Fountain Valley High School y se graduó en 1976. Trabajó como cajera en el supermercado Vons y asistió al Golden West College, donde fue miembro de la hermandad Alpha Delta Pi. Después de un breve periodo de formación para ser taquígrafa de tibunal, Pfeiffer se decidió por una carrera como actriz. Ganó el concurso de belleza "Miss Orange County" en 1978 y participó en el concurso "Miss California" el mismo año, terminando en sexto lugar. Después de su participación en dichos concursos, la aspirante a actriz consiguió un agente de talentos y comenzó a hacer audiciones.

## Carrera

### 1978–1989
Pfeiffer hizo su debut actoral en 1978, en una aparición de un episodio de La isla de la fantasía. Siguieron otros papeles en series de televisión, como Delta House, CHiPs, Enos y B.A.D. Cats, así como en el telefilme producido por la CBS, The Solitary Man (1979). Pfeiffer hizo la transición al cine con la comedia The Hollywood Knights (1980) con Tony Danza. Posteriormente interpretó personajes secundarios en Volver a enamorarse (1980) con Susannah York y Charlie Chan contra la reina dragón (1981) ninguna de las cuales tuvo éxito. Pfeiffer apareció en un comercial para el jabón Lux y tomó clases de actuación en el Beverly Hills Playhouse, antes de aparecer en tres telefilmes de 1981: Callie y su hijo con Lindsay Wagner, Los niños que nadie quería y Esplendor en la hierba.
Pfeiffer obtuvo su primer papel protagónico en Grease 2 (1982), la secuela de la exitosa película musical Vaselina (1978) dirigida por Randal Kleiser, y protagonizada por John Travolta y Olivia Newton-John. Pfeiffer, de 23 años, era una total desconocida cuando asistió a la audición para el casting del personaje de Stephanie Zinone, pero según la directora Patricia Birch, Pfeiffer ganó el papel porque "tiene una peculiar calidad que no esperas". Vaselina 2 fue un rotundo fracaso de taquilla, pero The New York Times comentó: "[A] pesar de que ella es relativamente una recién llegada a la pantalla, la señorita Pfeiffer se las arregla para parecer mucho más despreocupada y cómoda que cualquier otra persona en el elenco". Aunque consiguiera librarse de la críticas más feroces, el agente de Pfeiffer admitió más tarde que su asociación con la película significaba que "no podía conseguir ningún trabajo. Nadie quería contratarla". En sus primeros trabajos, Pfeiffer afirmó: "Necesitaba aprender cómo actuar... Mientras tanto, me hacía la tonta y sacaba provecho de mi apariencia".

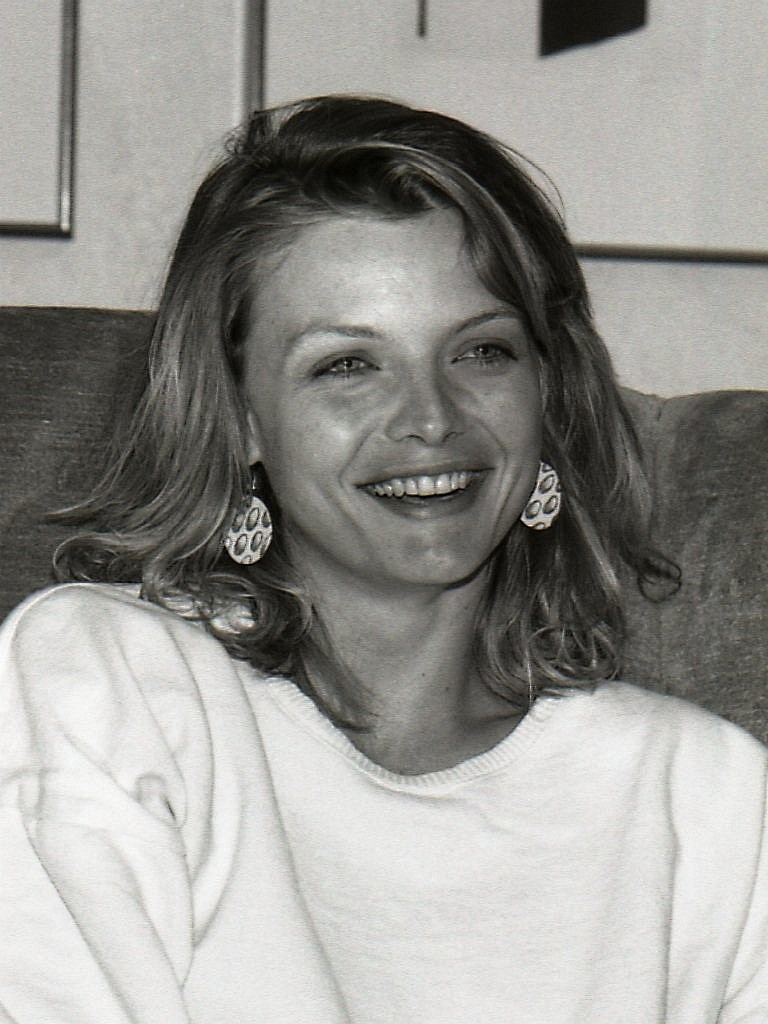
Pfeiffer en 1985.

El director Brian De Palma, después de haber visto Vaselina 2, se negó a hacer una audición a Pfeiffer para Scarface (1983) pero cedió ante la insistencia de Martin Bregman, el productor de la película. Pfeiffer encarnó a Elvira Hancock, una hermosa mujer adicta a la cocaína, esposa de Tony Montana (interpretado por Al Pacino). La película fue considerada excesivamente violenta por la mayoría de los críticos, pero se convirtió en un éxito comercial y ganó un gran número de seguidores en los años siguientes. La actriz recibió críticas positivas por su actuación; Richard Corliss de la revista Time escribió, "la mayoría del gran elenco está bien: Michelle Pfeiffer es mejor..." mientras que Dominick Dunne, en un artículo para Vanity Fair titulado "Ambición rubia", escribió "Pfeiffer está al borde del estrellato. En el slang de la industria, está que arde".
Después del éxito inesperado de Scarface, Pfeiffer interpretó a Diana en Cuando llega la noche (1985) dirigida por John Landis y coprotagonizada con Jeff Goldblum, a Isabeau de Anjou en Lady Halcón (1985) dirigida por Richard Donner y protagonizada junto a Rutger Hauer y Matthew Broderick, a Faith Healy en Las locuras de Hollywood (1986) dirigida por Alan Alda y coprotagonizada con Michael Caine, y a Brenda Landers en Mujeres amazonas en la luna (1987). Finalmente obtuvo un gran éxito de taquilla como Sukie Ridgemont en la adaptación de 1987 de la novela de John Updike, Las brujas de Eastwick, protagonizada junto a Cher, Susan Sarandon y Jack Nicholson. La película recibió críticas positivas y recaudó más de $63 millones a nivel nacional, equivalente a $152 millones en dólares de 2021, por lo que se convirtió en uno de sus primeros éxitos comerciales. Elogiando su momento cómico, Roger Ebert escribió que Pfeiffer, Cher y Sarandon "pasan un buen rato con sus personajes", mientras que la crítica de cine de Los Angeles Times Sheila Benson dijo que Pfeiffer hace su "personaje cálido e irresistible".
En 1988, Pfeiffer logró su primera nominación de seis consecutivas a los Premios Globo de Oro por Casada con la mafia del director Jonathan Demme, una disparatada y desenfadada comedia sobre la mafia, protagonizada también por Matthew Modine y Alec Baldwin, donde interpreta a Angela de Marco, luciendo su dominio de acentos con un fuerte acento de Brooklyn y una peluca morena rizada. La película fue un éxito moderado pero sirvió para que grandes directores apreciaran que tras ese extraordinario físico se escondía una actriz de enorme talento. Su siguiente proyecto, todavía en 1988, fue Conexión Tequila, protagonizada junto a Mel Gibson y Kurt Russell.
Por recomendación personal de Demme, Pfeiffer se unió al elenco de Relaciones peligrosas (1988) dirigida por Stephen Frears e interpretando a Madame Marie de Tourvel, la víctima virtuosa de la seducción. Ganó varios premios y fue nominada por primera vez a los Premios Óscar, a la Mejor actriz de reparto. En esta película la acompañan Glenn Close y John Malkovich, formando el trío protagonista, así como Uma Thurman y Keanu Reeves, dos actores casi debutantes que forman parte del elenco de esta premiada adaptación de la novela de Pierre Choderlos de Laclos, con un guion de Christopher Hampton, donde se retrata los juegos de poder entre la aristocracia francesa prerrevolucionaria.
En 1989, Pfeiffer aceptó el papel de Susie Diamond, una ex escort convertida en cantante, en Los fabulosos Baker Boys del debutante director Steve Kloves, que también coprotagonizó con Jeff Bridges y Beau Bridges como los Baker Boys. Pfeiffer se sometió a un intenso entrenamiento vocal para el papel durante cuatro meses y cantó todas las canciones de su personaje. La película fue un éxito modesto, al recaudar $18 millones en los Estados Unidos (equivalente a $40 millones en dólares de 2021). Su interpretación de Susie, sin embargo, obtuvo elogios unánimes de la crítica. Ebert la comparó con Rita Hayworth en Gilda (1946) y con Marilyn Monroe en Una Eva y dos Adanes (1959) y agregó que la cinta era "una de las películas que usarán como documento, dentro de años, cuando comiencen a trazar los pasos por los cuales Pfeiffer se convirtió en una gran estrella de cine". Por su actuación, Pfeiffer ganó todos los premios que se otorgaron a la mejor actriz, excepto el Óscar. La escena en la que su personaje interpreta seductoramente "Makin' Whoopee" encima de un piano se considera una escena memorable en la historia del cine moderno.

### 1990–1999

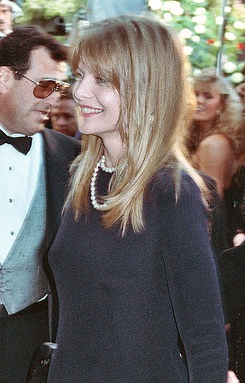
Pfeiffer en la 63.ª edición de los Premios Óscar en 1991.

En 1990, Pfeiffer protagonizó junto a Sean Connery, La casa Rusia del director Fred Schepisi, por la que fue nominada por tercera vez al Globo de Oro. En ella daba vida a Katya Orlova, una ama de casa rusa infiltrada en una trama de espionaje. Un año después, en 1991, volvió a coincidir con Al Pacino en Frankie y Johnny de Garry Marshall. Consiguió su cuarta nominación al Globo de Oro por su interpretación de Frankie. En esta película interpreta a una camarera poco consciente de su atractivo y solitaria que ya no cree demasiado en el amor ni en las segundas oportunidades.
En 1992, Pfeiffer dio vida al personaje de Selina Kyle en la segunda entrega de las aventuras de Batman en la película del director Tim Burton, Batman regresa, compartiendo estelar con Michael Keaton y Danny DeVito. Después vendría su tercera nominación al Óscar y quinta al Globo de Oro, por la película Por encima de todo de Jonathan Kaplan. Un drama donde interpreta a Lurene Hallett, una esteticista de Dallas, Texas, obsesionada con la primera dama Jacqueline Kennedy Onassis.
Fue en 1993 cuando Pfeiffer interpreta a la independiente condesa Ellen Olenska, que le valió su sexta nominación consecutiva al Globo de Oro, gracias a su trabajo para Martin Scorsese en la película del director La edad de la inocencia. La película es una adaptación de la novela homónima de 1920 escrita por Edith Wharton y un detallado retrato de la hipocresía aristocrática del siglo XIX, donde compartió protagonismo, interpretando un apasionado triángulo amoroso, junto con Daniel Day-Lewis y Winona Ryder.
Pfeiffer volvió a compartir estelar con Jack Nicholson en Lobo, película dirigida por Mike Nichols y estrenada en 1994, cuya nueva versión del mito del hombre lobo fue poco entendida por los críticos pero exitosa en taquilla. En 1995, la actriz demostró su estatus como estrella femenina de Hollywood con Mentes peligrosas, donde interpreta a LouAnne Johnson, una marine retirada que trabaja como profesora de un grupo de jóvenes problemáticos en una escuela secundaria pública. La película consiguió buena recaudación en taquilla, recaudando casi $180 millones de dólares en todo el mundo.
Posteriormente, en 1996, Pfeiffer protagonizó varias películas románticas, primero en Algo muy personal del director Jon Avnet, donde compartió el estelar con Robert Redford, y luego en la película que remite al estilo de clásicos de la comedia norteamericana, Un día inolvidable del director Michael Hoffman, que protagonizó junto a George Clooney y de la que también fue productora ejecutiva. Entre estas dos películas realizó también un pequeño papel en Para Gillian en su cumpleaños, película menor en la que colaboró siendo su marido, David E. Kelley, el productor.
La actriz también siguió con su casa productora Via Rosa para su siguiente proyecto, En lo profundo del corazón (1997), un drama rural donde comparte estelar con Jessica Lange, ambas actrices habían declarado en más de una ocasión el deseo de poder trabajar juntas. Papeles dramáticos por los que ambas cosecharon premios, pero que la Academia se olvidó de nominar. En 1998, Pfeiffer prestó su voz para dar vida al personaje de Séfora en la película musical de animación, El príncipe de Egipto, donde interpreta la canción "When You Believe" junto a Sally Dworsky.
En 1999, Pfeiffer vuelve a trabajar para Michael Hoffman en la versión del clásico de Shakespeare El sueño de una noche de verano, con el personaje de Titania, junto a Kevin Kline, Stanley Tucci, Calista Flockhart, Rupert Everett, Sophie Marceau y Christian Bale. Ese mismo año también protagonizó el drama familiar En lo profundo del océano, también producida por Via Rosa, donde trabajó con Treat Williams y Whoopi Goldberg, y fue la pareja de Bruce Willis en la comedia romántica sobre el matrimonio Nuestro amor, del director Rob Reiner.

### 2000–2009
Entrando en el año 2000, la actriz protagonizó junto a Harrison Ford el suspenso psicológico Revelaciones, del director Robert Zemeckis, donde su personaje evidencia como misteriosamente comienzan a ocurrir extraños sucesos en su hogar. Un éxito de taquilla que fue como la guinda a su carrera con un cambio de registro. Recaudó alrededor de $291 millones en todo el mundo y la actuación de Pfeiffer fue bien recibida por parte de los críticos.

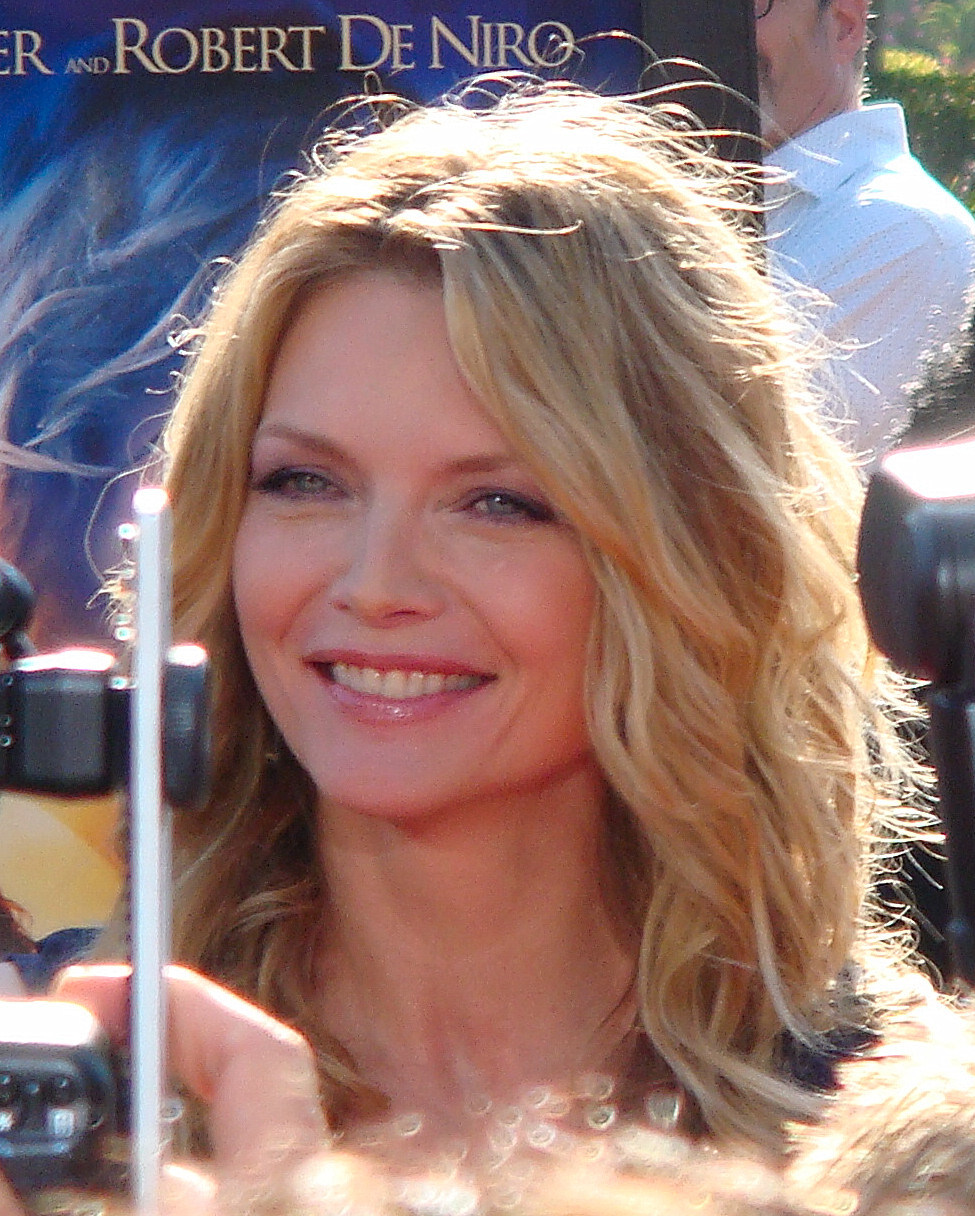
Pfeiffer en la premier de Stardust: El misterio de la estrella en 2007.

En 2001, Pfeiffer protagonizó junto a Sean Penn, Mi nombre es Sam. Un año después se unió a Renée Zellweger, Robin Wright y Alison Lohman en el drama La flor del mal (2002), con un papel de pérfida madre de la adolescente protagonista (Lohman). Pfeiffer recibió varios premios por su interpretación, dando vida a Ingrid Magnussen, en un giro interpretativo en su carrera de una manipuladora y psicótica. En 2003, volvió a trabajar prestando su voz al personaje de Eris en la película de animación Simbad: La leyenda de los siete mares. Después aparcó un poco el cine para dedicarse a su familia y se mudó fuera del bullicio de Los Ángeles.
Tras un período de relativa inactividad y después de rechazar el papel de Jadis en la producción de Disney Las crónicas de Narnia: El león, la bruja y el ropero (2005), Pfeiffer regresó al cine en 2007. Interpretó a la racista Velma Von Tussle en Hairspray: Suéltate el pelo, adaptación del musical homónimo, donde compartió escena, baile y canto con Nikki Blonsky, John Travolta, Queen Latifah, Zac Efron, Amanda Bynes, Brittany Snow y Christopher Walken. Además, dio vida a Lamia en Stardust: El misterio de la estrella, dirigida por Matthew Vaughn y coprotagonizada por Claire Danes y Robert De Niro, donde necesitó largas horas de sesión de maquillaje para mostrarse prácticamente irreconocible como anciana en diversas escenas de la película.
Las siguientes películas protagonizadas por Pfeiffer fueron la comedia romántica Nunca podría ser tuya (2007), compartiendo el rol estelar con Paul Rudd, y el drama romántico Efectos personales (2008), dirigida por David Hollander y coprotagonizada por Ashton Kutcher y Kathy Bates. Esta última se estrenó en una presentación especial en Iowa.
Su siguiente papel de protagonista fue en el drama romántico Chéri (2009), adaptación de la novela homónima de 1920 escrita por Colette, donde interpretó a la bella cortesana Léa de Lonval. Dirigida por Stephen Frears y con un guion escrito por Christopher Hampton, con el que volvía a trabajar años después de Relaciones peligrosas, la película está coprotagonizada por Rupert Friend y Kathy Bates, y tuvo su estreno mundial en el Festival Internacional de Cine de Berlín.

### 2010–2019

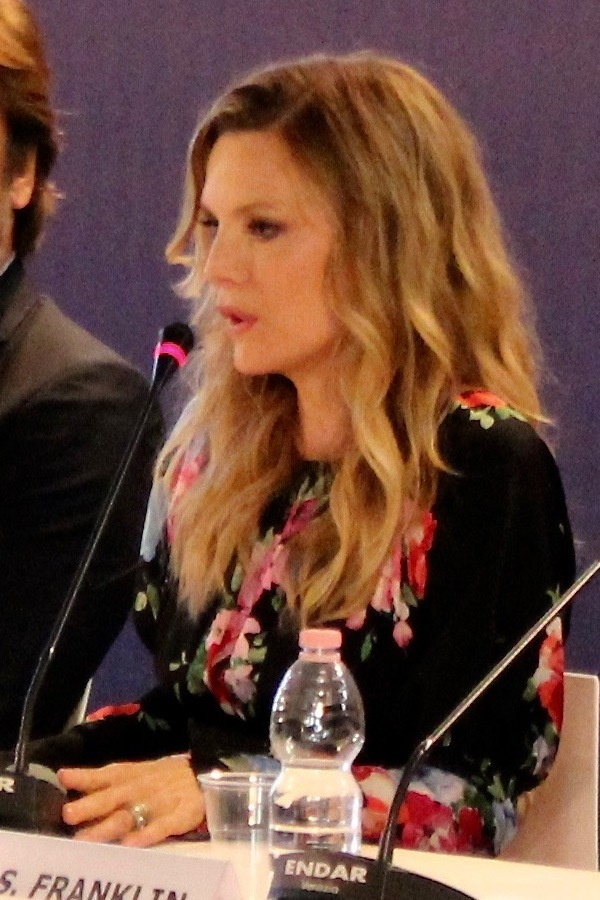
Pfeiffer hablando en una conferencia de prensa para ¡Madre! en el Festival Internacional de Cine de Venecia en 2017.

Pfeiffer volvió a trabajar bajo la dirección de Garry Marshall en la comedia romántica Año nuevo (2011) que no fue bien recibida ni por la crítica ni por el público. En 2012, protagonizó Sombras tenebrosas, en la que actuó también por segunda vez con el director Tim Burton, junto a Johnny Depp, Eva Green, Helena Bonham Carter y Chloë Grace Moretz. Ese mismo año, Pfeiffer participó en el drama Así somos, dirigida por Alex Kurtzman y coprotagonizada con Chris Pine, Elizabeth Banks y Olivia Wilde, y estrenó Una familia peligrosa al siguiente año, una película de humor negro dirigida por Luc Besson y coprotagonizada por Robert De Niro y por Tommy Lee Jones.
2017 fue el año en el que Pfeiffer retomó su carrera cinematográfica, primero con el drama independiente ¿Dónde está Kyra? de Andrew Dosunmu, estrenada en el Festival de Cine de Sundance y de la que algunos críticos han dicho que es la mejor actuación de su carrera. Después llegó El mago de las mentiras, un telefilme producido por HBO Films que la empareja por cuarta vez con Robert De Niro y en la que interpreta a Ruth Madoff, la esposa de Bernard Madoff, el asesor bursátil que orquestó la mayor estafa piramidal de los Estados Unidos. Por su actuación, Pfeiffer fue nominada por primera vez a los Premios Primetime Emmy y por séptima al Globo de Oro.
En otoño apareció en dos producciones más. Primero en la película de terror psicológico ¡Madre!, donde interpretó a una mujer misteriosa que invadía, junto a su esposo (interpretado por Ed Harris), el hogar de los personajes de Jennifer Lawrence y Javier Bardem, bajo la dirección de Darren Aronofsky. Fue presentada por primera vez en el Festival de Venecia y recibió algunos abucheos del público por su dureza, pero poco a poco fue interesando a gran parte de los críticos y del público hasta ser considerada una película de culto. Y por último, participó en la nueva versión de Asesinato en el Expreso de Oriente, dirigida por Kenneth Branagh y junto a un reparto formado por Johnny Depp, Penélope Cruz, Judi Dench, Willem Dafoe y Daisy Ridley. La película fue un éxito en taquilla, manteniéndose en primera posición durante semanas, especialmente en Europa.
Pfeiffer ha interpretado a Janet van Dyne/Avispa en el Universo cinematográfico de Marvel desde 2018. Al año siguiente, la actriz protagonizó junto a Angelina Jolie y Elle Fanning la secuela de Maléfica de Disney.

### 2020–actualidad
En 2020, Pfeiffer protagonizó Salida francesa, un drama de humor negro en la que interpreta a Frances Price, una mujer madre y viuda de la alta sociedad de Manhattan, cuya existencia lujosa y falta de propósito se ve trastocada al quedarse sin dinero y acuciada por las deudas, por lo que decide mudarse a un apartamento en París, acompañada por su hijo (interpretado por Lucas Hedges) y su gato. Debido a la crisis de la pandemia de COVID-19, la película, dirigida por Azazel Jacobs, sufrió retrasos en su lanzamiento y finalmente se estrenó en 2021 en salas de cine en los Estados Unidos y directamente en plataformas en Europa. Pfeiffer consiguió varios reconocimientos por su actuación, entre ellos su octava nominación al Globo de Oro. Peter Debruge de Variety comentó que la actriz dio una actuación "por la que será siempre recordada".
En 2022, Pfeiffer interpretó a la primera dama de los Estados Unidos Betty Ford, esposa del presidente Gerald Ford, en la serie de televisión La primera dama, dirigida por Susanne Bier, que protagonizó junto con Viola Davis y Gillian Anderson. La serie recibió críticas mixtas y fue cancelada después de una temporada. Sin embargo, la actuación de Pfeiffer recibió elogios y le valió una nominación a Mejor actriz en los Premios Broadcast Film Critics Association. En 2023, la actriz repitió su papel de Janet van Dyne en Ant-Man and the Wasp: Quantumania y se anunció que protagonizaría la nueva película de Michael Showalter para Amazon.
En agosto de 2024, tras seis meses de arduas negociaciones, se confirmó que Pfeiffer será la protagonista de la nueva serie derivada de Yellowstone titulada The Madison para Paramount, en la que encarnaría a una mujer de la alta sociedad de Nueva York que se muda a Montana tras el fallecimiento de su esposo y su cuñado en un accidente aéreo. De tal modo, la actriz será la última estrella de Hollywood, tras Kevin Costner, Harrison Ford, Helen Mirren y Demi Moore, que se pondrá a las órdenes del prolífico guionista y productor Taylor Sheridan. En septiembre de ese mismo año, se publicó que la actriz se uniría a Nicole Kidman y Elle Fanning en la serie de Apple TV Margo's Got Money Troubles, escrita y producida por su marido David E. Kelley, firmando así su primera colaboración tras tres décadas de matrimonio.[cita requerida]

## Estilo de actuación
Pfeiffer nunca ha recibido una capacitación actoral formal, expresando que a veces se siente un fraude como actriz debido a su falta de educación convencional. En cambio, le da crédito al director Milton Katselas por haberle enseñado a diferenciar cómo se comportarían un actor y su personaje durante la misma escena. Angelica Jade Bastién de Vulture.com dijo que la habilidad de Pfeiffer disipa cualquier argumento de que los actores sin entrenamiento son menos capaces que sus compañeros entrenados. En 1992, Gerri Hirshey de Rolling Stone describió a Pfeiffer como un actor de carácter que se siente cómodo con trajes poco favorecedores, mientras que los críticos de cine la han descrito como "una actor de carácter en el cuerpo de una sirena de pantalla a la Veronica Lake". Bastién la describió como "una actriz de carácter colocada a regañadientes en el linaje de bombas rubias de Hollywood". El periodista James Kaplan informó que algunos críticos creen que Pfeiffer se ha vendido a sí misma al elegir personajes que enfatizan su talento sobre su belleza. Atraída por las mujeres "imperfectas", Pfeiffer afirma que rara vez acepta personajes glamurosos porque los encuentra pocos convincentes. También prefiere las películas dramáticas a las cómicas, describiendo estas últimas como más desafiantes. A menudo elogiada por enmascarar sus verdaderas emociones cuando está en el personaje, Pfeiffer utiliza con frecuencia este rasgo de manera ventajosa en películas de época, un género característico de ella. La actriz ha descrito la actuación como una profesión "sadomasoquista" debido a lo "brutal" que a veces encuentra el proceso.
Durante la década de 1980, Pfeiffer solía interpretar a mujeres inteligentes, divertidas e independientes, antes de dedicarse a una gama más amplia de personajes durante la siguiente década. Según Rachel Syme de The New Yorker tales personajes a menudo eran tontos, astutos, muy femeninos, de alto mantenimiento y rudimentarios. Al principio de su carrera, Pfeiffer solía interpretar a mujeres de clase trabajadora con las que se identificaba más, además del personaje ocasional de clase alta. En 2021, Lynn Hirschberg de W dijo que las mejores actuaciones de Pfeiffer involucran a una "mujer en guerra consigo misma" en conflicto y descubrió que "tiene una forma de enfrentar el ingenio y la autoconciencia de sus personajes contra sus defectos y traumas". Adam Platt de New Woman y la periodista Bilge Ebiri estuvieron de acuerdo en que Pfeiffer a menudo interpreta a mujeres que están emocionalmente separadas de su entorno. Manuel Betancourt de Backstage observó paralelismos entre los personajes de Pfeiffer y su propia determinación de subvertir las expectativas, y la actriz confirmó que revisa nuevos guiones para encontrar paralelismos entre las emociones de un personaje y las propias suyas. Adam Rathe de Town & Country encuentra a Pfeiffer diferente a la mayoría de sus personajes, pero la actriz explicó que se prepara para cualquier papel descubriendo aspectos relacionados con el personaje, independientemente de "cuán alejado esté de su propia personalidad". Conocida por ser muy selectiva con su trabajo, la colaboradora del IndieWire Kate Erbland cree que Pfeiffer elige personajes poco convencionales para evitar ser encasillada. Los cineastas y coprotagonistas están de acuerdo en que Pfeiffer está extremadamente comprometida con su trabajo, por lo que ha desarrollado una reputación de competencia y preparación. Además de negarse a ver su propio trabajo, Pfeiffer no conserva guiones, reseñas, artículos de noticias o portadas de revistas sobre ella o su carrera.

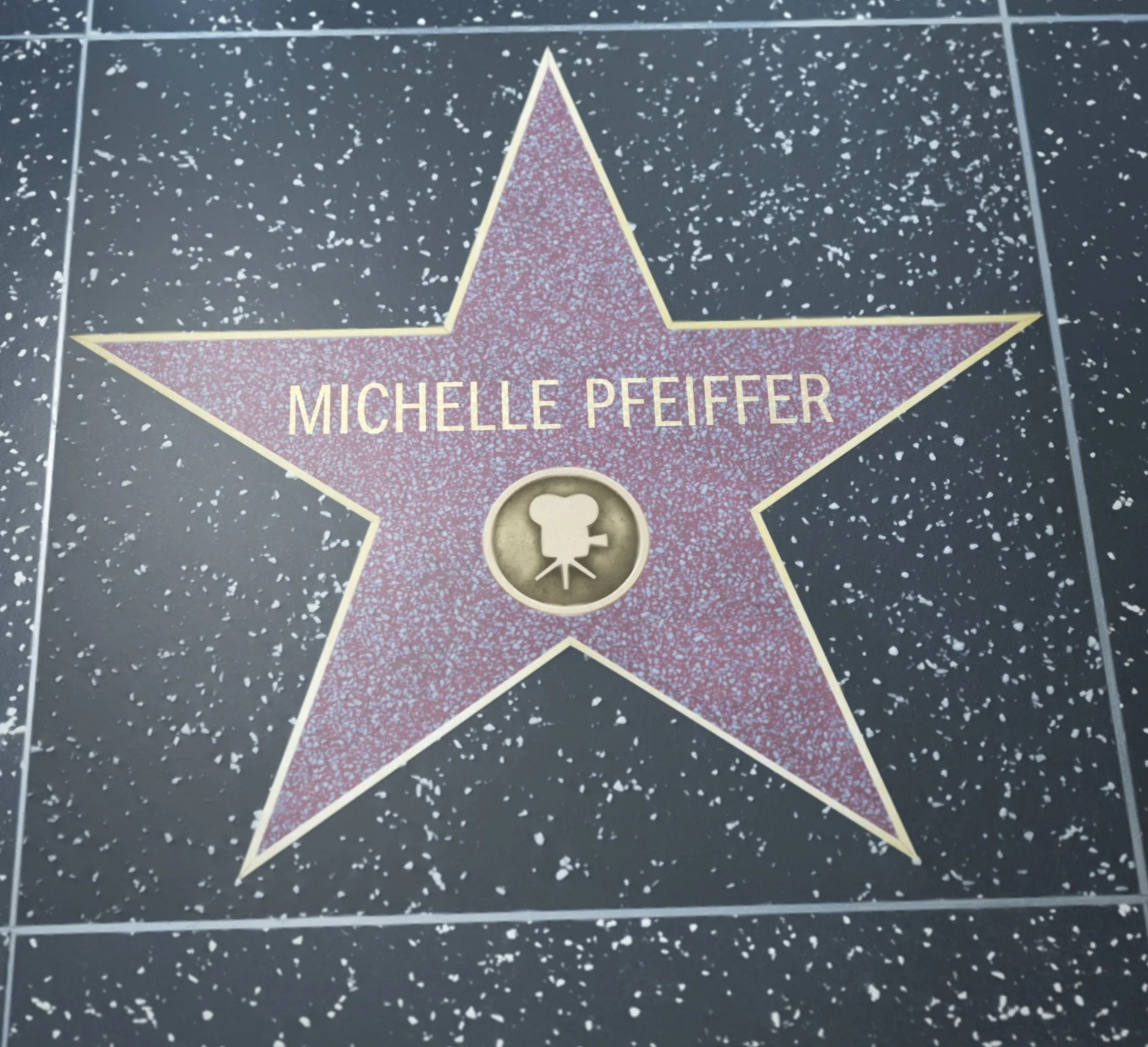
Estrella cinematográfica de Pfeiffer en el Paseo de la Fama de Hollywood.

Pfeiffer es ampliamente considerada como una de las mejores actrices de su generación, una designación que el novelista Steve Erickson afirma que ya había alcanzado a sus treinta años. A pesar de observar que su obra carece del prestigio de algunos de sus contemporáneos, Bastién cree que la filmografía de Pfeiffer es la más fascinante entre sus colegas y explica que "ninguna actriz moderna evoca mejor la rica tensión entre comprender el capital que lleva consigo ser una gran belleza y el disgusto de ser visto en absoluto". En 2009, el crítico de cine Brian D. Johnson argumentó que Pfeiffer aún tenía que demostrar su verdadero rango como actriz, creyendo que podría ser tan respetada como Meryl Streep si se le permitieran las mismas oportunidades, mientras que Mick LaSalle del San Francisco Chronicle comentó que la humildad de Pfeiffer a veces hace que los espectadores la pasen por alto como una de las mejores actrices de la industria. Pfeiffer es particularmente reconocida por su versatilidad, ya que ha acumulado un repertorio diverso que abarca películas de época, romance, fantasía, musicales, comedia y drama. Para 2016, Charles Taylor de Salon.com declaró que ninguna actriz de la década anterior había rivalizado con Pfeiffer en términos de versatilidad, mientras que en 2021, Adreon Patterson de CinemaBlend nombró a Pfeiffer como la actriz más versátil de Hollywood. Resumiendo su carrera como ecléctica, Erbland cree que rara vez ha repetido opciones de actuación, y la actriz confirma que siempre aspiró a interpretar la gama más amplia posible de personajes, incluso cuando sus opciones eran limitadas.
Una de las actrices más exitosas y mejor pagadas de la década de 1980 y 1990, Pfeiffer generalmente ganaba un salario de entre $9 y $10 millones de dólares por película durante los 90. LaSalle sintió que Pfeiffer merecía más su alto salario que otros actores de Hollywood. Según la UPI, Pfeiffer fue una de las pocas actrices cuyo salario se correspondía con su atractivo de taquilla a partir de 1996. Aparte de Las brujas de Eastwick, pocas de las películas de la actriz durante los 80 habían sido grandes éxitos de taquilla, una observación que Pfeiffer temía revelar a los estudios cinematográficos. En 1995, el periodista del The New York Times, Bernard Weinraub, dijo que Pfeiffer pertenece a un grupo de actores que son respetados, pero que "no se consideran un gran atractivo de taquilla". Sin embargo, sus actuaciones fueron constantemente aclamadas, a pesar de la mediocre venta de entradas y algunas películas que los críticos consideraron olvidables. En 1999, Variety nombró a Pfeiffer como "la estrella de cine femenina con más probabilidades de mejorar el atractivo de taquilla de una película". El crítico de cine Robyn Karney escribió que entre las varias actrices rubias y atractivas que debutaron durante la década de los 80, "Pfeiffer parecía la más cortada con precisión de la tela de una larga tradición de Hollywood", comparándola con Carole Lombard. Sin embargo, Karney sintió que la calidad decreciente de sus películas hacia finales de los 90 era un recordatorio aleccionador de que "la gran estrella de cine femenina de la Edad de Oro ya no existe". Pfeiffer siente que los críticos no han entendido del todo sus decisiones cómo actriz, lo que Rathe atribuye a la "imagen de comodín" que ha mantenido a lo largo de su carrera, y explica que a veces las críticas las sorprenden, ya sean positivas o negativas.
En 2020, Kenosha News votó a Pfeiffer como la 26.ª actriz favorita de América, aunque también ha sido nombrada una de las actrices más subestimadas de Hollywood en comparación con sus contemporáneas, y The Hollywood Reporter afirmó que "rara vez se la clasifica entre las mejores de su generación". Mark Shanahan del The Boston Globe cree que a veces se pasa por alto a Pfeiffer como una de las mejores actrices de Hollywood debido a su naturalidad percibida en la pantalla. Matthew Jacobs del HuffPost Canada la aclamó como "una de las grandes actrices de comedia de nuestros tiempos, aunque rara vez se la reconoce como tal". Jacobs identificó la sutileza como uno de sus puntos fuertes y explicó que su "magnetismo nunca abruma las películas en las que participa, incluso cuando es la persona más talentosa del elenco". Luke Goodsell de ABC Online la describió como "una de las estrellas más grandes de la industria durante su crepúsculo pre-milenial," y declaró que la carga de trabajo comparativamente escasa de Pfeiffer era "entre los muchos fenómenos deprimentes del Hollywood del siglo XXI".

### Papeles rechazados
Pfeiffer ha logrado una carrera exitosa en Hollywood, a excepción de sus pausas voluntarias, pero dosificada, ya que raramente estrena más de una película por año. Hablamos de una actriz extremadamente selectiva que ha rechazado las más grandes películas de su época. La primera fue en 1988 con la comedia romántica-dramática de Mike Nichols, Armas de mujer, y un año después se negó a interpretar a la protagonista Vivian Ward en la comedia romántica de Garry Marshall, Pretty Woman (1990). Ambas se convirtieron en las películas más taquilleras de sus respectivos años y sus protagonistas, Melanie Griffith (Armas de mujer) y Julia Roberts (Pretty woman), pasaron a la historia por dichos trabajos. Además, ganaron un Globo de Oro cada una y fueron nominadas a los Óscar.
En 1990, Pfeiffer dijo que no por partida doble: a la comedia dramática del género road movie de Ridley Scott, Thelma & Louise (1991) y a El silencio de los corderos (1991), una película de suspense psicológico de terror del director Jonathan Demme. Después de haber trabajado poco antes en Casada con la mafia (1988), la primera opción de Demme para el papel de Clarice Starling fue Pfeiffer, quien lo rechazó, comentando en una entrevista para Barbara Walters: "Fue una decisión difícil, pero me puse nerviosa con el tema en cuestión". Respecto a Thelma & Louise, Pfeiffer y Jodie Foster fueron elegidas originalmente para las protagonistas; ambas aceptaron sus papeles con entusiasmo, pero a medida que avanzaba la preproducción de la película, las dos finalmente abandonaron el proyecto, y Pfeiffer protagonizó Por encima de todo (1992) y Foster, coincidentemente, El silencio de los inocentes. Por su actuación, Foster se llevó todos los premios de la temporada a mejor actriz, entre ellos el BAFTA, Globo de Oro y Óscar.
En marzo de 1992, se estrenó Instinto básico, un neo-noir erótico de suspense del director Paul Verhoeven. Pfeiffer, tal y como había sucedido con los proyectos anteriores, fue la primera opción del estudio para dar vida a la protagonista Catherine Tramell. Esta vez rechazó la oferta por su alto contenido sexual y, tras ella, otras actrices como Julia Roberts, Greta Scacchi y Meg Ryan siguieron sus pasos. La única que aceptó el papel fue una desconocida para ese entonces, Sharon Stone, que volvería al éxito gracias a otro rechazo de Pfeiffer, esta vez a Martin Scorsese, que había quedado tan satisfecho con su actuación en La edad de la inocencia (1993) que la quería para Casino (1995) pero a Pfeiffer no le interesaba volver a interpretar a la mujer de un mafioso. Por su actuación, Stone ganó un Globo de Oro y recibió su primera, y única hasta la fecha, nominación al Óscar.
En 1996, sería Madonna la afortunada. Encarnó a Eva Perón en la película musical de drama sobre su vida y ganó un Globo de Oro por ello. A partir de entonces, las ofertas a Pfeiffer se redujeron drásticamente a causa de su madurez, aunque aún le quedaban tres papeles prolíficos que rechazar: Las crónicas de Narnia: El león, la bruja y el ropero (2005); Siempre Alice (2014) y Elle: abuso y seducción (2016). Por las dos últimas, Julianne Moore (Siempre Alice) e Isabelle Huppert (Elle) ganaron el Óscar y Globo de Oro, respectivamente. La propia Pfeiffer ha confesado ser prácticamente incontratable, a razón de sus exigencias con la calidad del propio producto, de su propia intuición y, años después, por la poca disponibilidad que le dejaban sus hijos.

## Imagen pública
Pfeiffer ha sido descrita durante mucho tiempo como una de las actrices más bellas y talentosas del mundo, una designación que Mick Brown de The Daily Telegraph considera tanto una característica definitoria como una maldición. Después de ser encasillada en papeles en gran parte debido a su apariencia, Pfeiffer luchó inicialmente para convencer a los directores de que la tomaran en serio como actriz porque dudaban de que fuera algo más que simplemente atractiva, lo que combatió buscando activamente papeles difíciles en los que la belleza física no fuera un factor importante. Las periodistas Candice Russell de Sun-Sentinel y Rachel Syme de The New Yorker observaron que, al principio de su carrera, los críticos socavaban regularmente el trabajo de Pfeiffer al centrarse en su apariencia sobre su actuación. Elizabeth Kaye de The Daily Beast reconoció a Pfeiffer como un talento excepcional que demuestra que es posible ser a la vez físicamente atractiva y una actriz seria, y cree que la actriz logra esto al combinar "la sensibilidad de una mujer moderna" con "el glamour de una mujer de los años 30". Tanto Karen Krizanovich de The Daily Telegraph como Adam Rathe de Town & Country están de acuerdo en que los mismos críticos que inicialmente quedaron encantados con su apariencia siguen cautivados por las actuaciones, la inteligencia y el humor de Pfeiffer. Según el crítico de The Spokesman-Review Dan Webster, la actriz es conocida tanto por su glamour en pantalla como por su talento actoral.

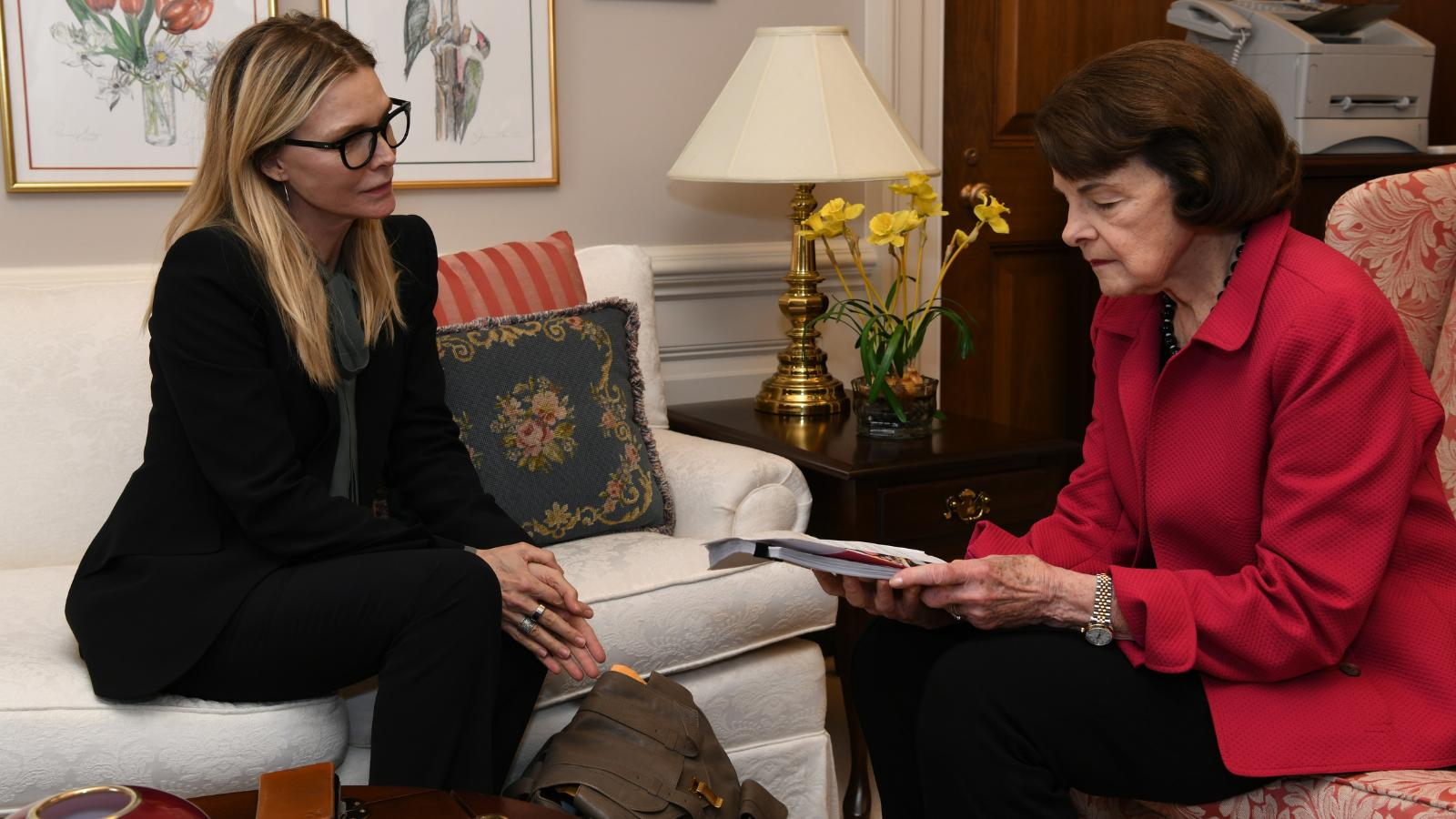
Pfeiffer con la senadora Dianne Feinstein en 2019.

Pfeiffer ha recibido una gran atención de los medios por su apariencia, que Turner Classic Movies describió como "un ejemplo de belleza excepcional de Hollywood". Los fotógrafos Nigel Parry y Patrick McMullen citan a Pfeiffer entre las mujeres más hermosas que han fotografiado. En 2020, Vogue Paris incluyó a Pfeiffer como una de las 21 actrices estadounidenses más bellas de todos los tiempos. Como uno de los símbolos sexuales más populares de los años 80 y 90, sus elecciones de belleza y moda atrajeron un inmenso escrutinio de los medios durante ambas décadas. Clasificándola entre las actrices más bellas de la historia, Glamour nombró la cara de Pfeiffer como "el rostro más perfecto de la pantalla grande". La misma revista reconoció a la actriz como uno de los mayores íconos de la moda de la década de los 80, llamándola la "chica favorita" de la década y "una de nuestras diosas cinematográficas favoritas de todos los tiempos". Del mismo modo, Harper's Bazaar coronó a Pfeiffer como el cuarto "ícono de belleza" más glamuroso de la década, mientras que Complex la clasificó como la 49.ª "mujer más sexy de los años 80". Men's Health clasificó a Pfeiffer en el puesto 45 y 67 en sus clasificaciones de mujeres y símbolos sexuales más populares de todos los tiempos, respectivamente. Según Alice Cary de British Vogue, varios trajes usados por la actriz "se han convertido en sellos distintivos de la cultura popular". En 1990, Pfeiffer apareció en la portada inaugural del número anual "50 personas más hermosas del mundo" de la revista People. Volvió a aparecer en la portada en 1999, lo que la convirtió en la primera celebridad en aparecer dos veces en la portada del número y la única celebridad en aparecer dos veces en la portada durante la década de los 90. Ha aparecido en el número "Más Hermosa" seis veces, lo que supone un récord, a lo largo de la década (de 1990 a 1993, y en 1996 y 1999). En 2004, la revista la nombró una de las mujeres más bellas de todos los tiempos. La biógrafa de AllMovie Rebecca Flint Marx escribió que Pfeiffer posee "una rara belleza que ha inspirado innumerables tópicos y un lugar casi permanente en la lista de las 50 personas más bellas de People".
Pfeiffer es conocida por su autodesprecio por su apariencia. Al menos dos de sus películas, Stardust: El misterio de la estrella (2007) y Chéri (2009), exploran mujeres hermosas obsesionadas con la juventud que luchan por aceptar el envejecimiento, temas con los que Pfeiffer se identificó personalmente. Según varios cirujanos plásticos, Pfeiffer posee algunas de las características de celebridad más solicitadas entre los clientes. En 2001, el cirujano plástico Stephen R. Marquardt declaró a Pfeiffer el rostro más bello de Hollywood. Apodada la "proporción áurea," Marquardt afirma que la cara de Pfeiffer se adhiere a una fórmula matemática en la que determinó que la boca ideal de una persona es 1,618 veces más ancha que su nariz. Varias publicaciones de los medios han comentado sobre la capacidad percibida de Pfeiffer para envejecer físicamente lentamente. Famosa por ser ferozmente privada como los personajes que interpreta, Matthew Jacobs de HuffPost coronó el principal ejemplo de Pfeiffer como "una estrella de cine que no camina sintiéndose como una estrella de cine", lo que beneficia su capacidad para interpretar personajes auténticos sin permitir que su fama afecte su talento. Pfeiffer es notoria por no gustarle las entrevistas de prensa, se refiere a sí misma como "la peor entrevistada que jamás haya existido," y mantiene que no es responsabilidad de un actor promover un proyecto cinematográfico. El crítico de cine de The Baltimore Sun Michael Sragow observó que la actriz a veces puede parecer "nerviosa o esquiva" durante las entrevistas. Vikram Murthi de The Nation cree que la aversión de Pfeiffer a la publicidad "le ha dado un aire de seriedad, de alguien que dirige un foco de atención en lugar de perseguirlo".
Los comentaristas de los medios señalaron que Pfeiffer se había convertido inesperadamente en una "musa de la música pop" en 2014; su nombre se menciona en dos de las canciones más populares del año: "Uptown Funk" de Mark Ronson con Bruno Mars y "Riptide" de Vance Joy. Joy se inspiró particularmente en la transformación de Pfeiffer de Selina Kyle a Catwoman en Batman regresa, mientras que Ronson citó a Los fabulosos Baker Boys como su película favorita de la actriz. Los jugadores de críquet australianos hablan de "conseguir una Michelle" cuando toman cinco terrenos en una entrada. En el slang del cricket, esto se conoce como "cinco para," un casi homófono de "Pfeiffer," que resultó en el apodo de "Michelle".

## Vida personal

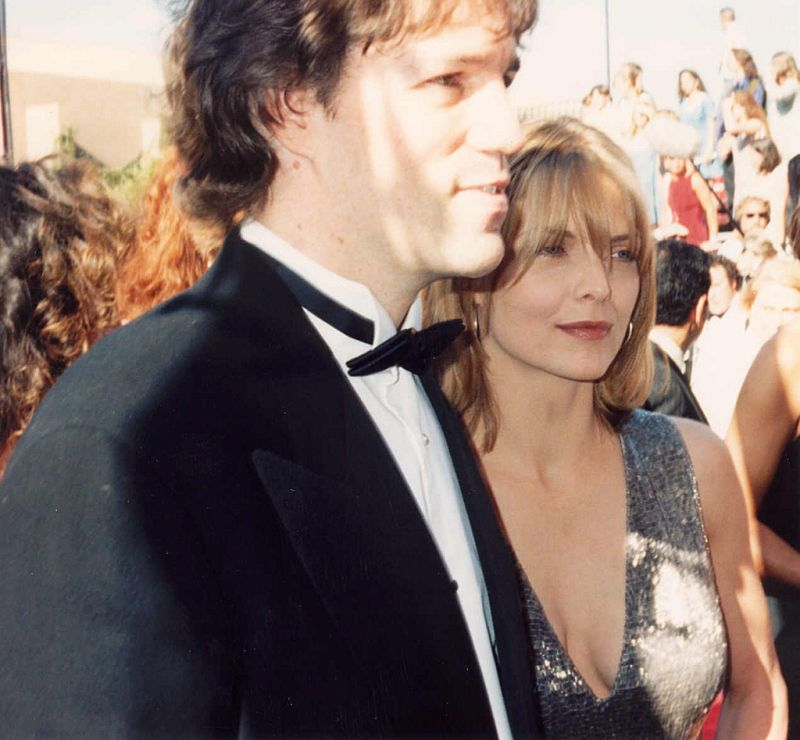
Pfeiffer y su esposo David E. Kelley en los Premios Primetime Emmy de 1994

Poco después de llegar a Hollywood a los 20 años, Pfeiffer fue acogida por una pareja aparentemente amistosa que dirigía un culto metafísico y vegetariano. La ayudaron a dejar de beber, fumar y consumir drogas. Con el tiempo, tomaron el control de su vida y gran parte de su dinero fue al grupo. "Me lavaron el cerebro", dijo Pfeiffer, "les di una enorme cantidad de dinero".
En una clase de actuación impartida por Milton Katselas en Los Ángeles, conoció al actor Peter Horton y comenzaron a salir. Se casaron en Santa Mónica en 1981 y fue en su luna de miel cuando ella descubrió que había obtenido el papel protagónico en Grease 2. Horton dirigió a Pfeiffer en un especial de ABC TV de 1985 donde interpretó a la novia de la escuela secundaria de un estudiante alcohólico (interpretado por Val Kilmer) y en 1987, la pareja de la vida real interpretó a una pareja en la pantalla en el segmento "Hospital" de la compilación de parodias de John Landis, Mujeres amazonas en la luna.
En 1988, Pfeiffer tuvo un amorío con John Malkovich, su coprotagonista en Relaciones peligrosas, quien en ese momento estaba casado con Glenne Headly.
Pfeiffer y Horton decidieron separarse en 1988 y se divorciaron dos años después. Más tarde, Horton culpó la separación a su devoción por su trabajo. Pfeiffer luego tuvo una relación de tres años con el actor y productor Fisher Stevens, a quien conoció cuando ella protagonizaba la producción de Noche de reyes en el Festival de Shakespeare de Nueva York, donde Stevens interpretó a Andrew Aguecheek.
En 1993, Pfeiffer se casó con el guionista y productor de televisión David E. Kelley. Hizo un breve cameo sin acreditar en un episodio de la serie de televisión de Kelley, Picket Fences e interpretó al personaje principal en la película de comedia romántica Para Gillian en su cumpleaños, para la cual Kelley escribió el guion. Pfeiffer había iniciado un proceso privado de adopción antes de conocer a Kelley y, en marzo de 1993, adoptó a una hija recién nacida, Claudia Rose, a quien bautizaron el día de la boda de Pfeiffer y Kelley. En 1994, Pfeiffer dio a luz a un hijo, John Henry Kelley II, llamado así por su abuelo y suegro de Pfeiffer, John Henry "Jack" Kelley.

## Filmografía

### Cine
| Año  | Título                                | Personaje                     | Director                                    |
| ---- | ------------------------------------- | ----------------------------- | ------------------------------------------- |
| 1980 | The Hollywood Knights                 | Suzie Q                       | Floyd Mutrux                                |
| 1980 | Volver a enamorarse                   | Sue Wellington                | Steven Paul                                 |
| 1981 | Charlie Chan contra la reina dragón   | Cordelia Farenington          | Clive Donner                                |
| 1982 | Grease 2                              | Stephanie Zinone              | Patricia Birch                              |
| 1983 | Scarface                              | Elvira Hancock                | Brian De Palma                              |
| 1984 | Into the Night                        | Diana                         | John Landis                                 |
| 1985 | Ladyhawke                             | Isabeau d'Anjou               | Richard Donner                              |
| 1986 | Las locuras de Hollywood              | Faith Healy                   | Alan Alda                                   |
| 1987 | Las brujas de Eastwick                | Sukie Ridgemont               | George Miller                               |
| 1987 | Mujeres amazonas en la luna           | Brenda Landers                | John Landis                                 |
| 1988 | Married to the Mob                    | Angela de Marco               | Jonathan Demme                              |
| 1988 | Tequila Sunrise                       | Jo Ann Vallenari              | Robert Towne                                |
| 1988 | Dangerous Liaisons                    | Marie de Tourvel              | Stephen Frears                              |
| 1989 | The Fabulous Baker Boys               | Susie Diamond                 | Steve Kloves                                |
| 1990 | La casa Rusia                         | Katya Orlova                  | Fred Schepisi                               |
| 1991 | Frankie and Johnny                    | Frankie                       | Garry Marshall                              |
| 1992 | Batman Returns                        | Catwoman                      | Tim Burton                                  |
| 1992 | Por encima de todo                    | Louise Irene "Lurene" Hallett | Jonathan Kaplan                             |
| 1993 | La edad de la inocencia               | Ellen Olenska                 | Martin Scorsese                             |
| 1994 | Lobo                                  | Laura Alden                   | Mike Nichols                                |
| 1995 | Mentes peligrosas                     | LouAnne Johnson               | John N. Smith                               |
| 1996 | Íntimo y personal                     | Sally "Tally" Atwater         | Jon Avnet                                   |
| 1996 | Para Gillian en su cumpleaños         | Gillian Lewis                 | Michael Pressman                            |
| 1996 | Un día inolvidable                    | Melanie Parker                | Michael Hoffman                             |
| 1997 | A Thousand Acres                      | Rose Cook Lewis               | Jocelyn Moorhouse                           |
| 1998 | El príncipe de Egipto                 | Séfora (voz)                  | Brenda Chapman, Simon Wells y Steve Hickner |
| 1999 | The Deep End of the Ocean             | Beth Cappadora                | Ulu Grosbard                                |
| 1999 | El sueño de una noche de verano       | Titania                       | Michael Hoffman                             |
| 1999 | Historia de lo nuestro                | Katie Jordan                  | Rob Reiner                                  |
| 2000 | Lo que la verdad esconde              | Claire Spencer                | Robert Zemeckis                             |
| 2001 | Yo soy Sam                            | Rita Harrison Williams        | Jessie Nelson                               |
| 2002 | White Oleander                        | Ingrid Magnussen              | Peter Kosminsky                             |
| 2003 | Simbad: La leyenda de los siete mares | Eris (voz)                    | Tim Johnson y Patrick Gilmore               |
| 2007 | I Could Never Be Your Woman           | Rosie Hanson                  | Amy Heckerling                              |
| 2007 | Hairspray                             | Velma Von Tussle              | Adam Shankman                               |
| 2007 | Stardust                              | Lamia                         | Matthew Vaughn                              |
| 2008 | Efectos personales                    | Linda                         | David Hollander                             |
| 2009 | Chéri                                 | Lea de Lonval                 | Stephen Frears                              |
| 2011 | New Year's Eve                        | Ingrid Whithers               | Garry Marshall                              |
| 2012 | Sombras tenebrosas                    | Elizabeth Collins Stoddard    | Tim Burton                                  |
| 2012 | Así somos                             | Lillian Harper                | Alex Kurtzman                               |
| 2013 | Malavita                              | Maggie Blake                  | Luc Besson                                  |
| 2017 | Mother!                               | Mujer                         | Darren Aronofsky                            |
| 2017 | Asesinato en el Orient Express        | Caroline Hubbard              | Kenneth Branagh                             |
| 2017 | ¿Dónde está Kyra?                     | Kyra Johnson                  | Andrew Dosunmu                              |
| 2017 | El mago de las mentiras               | Ruth Madoff                   | Barry Levinson                              |
| 2018 | Ant Man y la Avispa                   | Janet van Dyne/Avispa         | Peyton Reed                                 |
| 2019 | Avengers: Endgame                     | Janet van Dyne/Avispa         | Hermanos Russo                              |
| 2019 | Maléfica: maestra del mal             | Reina Ingrith                 | Joachim Rønning                             |
| 2020 | French Exit                           | Frances Price                 | Azazel Jacobs                               |
| 2023 | Ant-Man and the Wasp: Quantumania     | Janet van Dyne/Avispa         | Peyton Reed                                 |
| TBA  | Oh. What. Fun                         | Claire Clauster               | Michael Showalter                           |

### Televisión
| Año  | Título                     | Personaje       | Showrunner      | Episodios   |
| ---- | -------------------------- | --------------- | --------------- | ----------- |
| 2022 | The First Lady             | Betty Ford      | Susanne Bier    | 8 episodios |
| TBA  | The Madison                | Stacy Clyburn   | Taylor Sheridan | TBA         |
| TBA  | Margo's Got Money Troubles | Shayanne Millet | David E. Kelley | TBA         |

## Premios y nominaciones
Premios Óscar
| Año  | Categoría               | Trabajo                  | Resultado |
| ---- | ----------------------- | ------------------------ | --------- |
| 1988 | Mejor actriz de reparto | Las amistades peligrosas | Nominada  |
| 1989 | Mejor actriz            | Los fabulosos Baker Boys | Nominada  |
| 1992 | Mejor actriz            | Por encima de todo       | Nominada  |

Premios Globo de Oro
| Año  | Categoría                                              | Trabajo                  | Resultado |
| ---- | ------------------------------------------------------ | ------------------------ | --------- |
| 1988 | Mejor actriz – Comedia o musical                       | Casada con todos         | Nominada  |
| 1989 | Mejor actriz – Drama                                   | Los fabulosos Baker Boys | Ganadora  |
| 1990 | Mejor actriz – Drama                                   | La casa Rusia            | Nominada  |
| 1991 | Mejor actriz – Comedia o musical                       | Frankie & Johnny         | Nominada  |
| 1992 | Mejor actriz – Drama                                   | Por encima de todo       | Nominada  |
| 1993 | Mejor actriz – Drama                                   | La edad de la inocencia  | Nominada  |
| 2017 | Mejor actriz de reparto – Serie, miniserie o telefilme | The Wizard of Lies       | Nominada  |
| 2020 | Mejor actriz – Comedia o musical                       | French Exit              | Nominada  |

Premios Primetime Emmy
| Año  | Categoría               | Trabajo            | Resultado |
| ---- | ----------------------- | ------------------ | --------- |
| 2017 | Mejor actriz de reparto | The Wizard of Lies | Nominada  |

Premios SAG
| Año  | Categoría               | Trabajo        | Resultado |
| ---- | ----------------------- | -------------- | --------- |
| 2002 | Mejor actriz de reparto | White Oleander | Nominada  |

Premios de la Broadcast Film Critics Association
| Año  | Categoría    | Trabajo         | Resultado |
| ---- | ------------ | --------------- | --------- |
| 2023 | Mejor actriz | La primera dama | Nominada  |

Premios Saturn
| Año  | Categoría               | Trabajo                              | Resultado |
| ---- | ----------------------- | ------------------------------------ | --------- |
| 1986 | Mejor actriz            | La dama halcón                       | Nominada  |
| 1995 | Mejor actriz            | Lobo                                 | Nominada  |
| 2001 | Mejor actriz            | Revelaciones                         | Nominada  |
| 2008 | Mejor actriz de reparto | Stardust: El misterio de la estrella | Nominada  |

Premios BAFTA
| Año  | Categoría               | Trabajo                  | Resultado |
| ---- | ----------------------- | ------------------------ | --------- |
| 1990 | Mejor actriz de reparto | Relaciones peligrosas    | Ganadora  |
| 1991 | Mejor actriz            | Los fabulosos Baker Boys | Nominada  |

Premios del Festival Internacional de Cine de Berlín
| Año  | Categoría                     | Trabajo            | Resultado |
| ---- | ----------------------------- | ------------------ | --------- |
| 1992 | Mejor interpretación femenina | Por encima de todo | Ganadora  |

Premios Blockbuster Entertainment
| Año  | Categoría                         | Trabajo            | Resultado |
| ---- | --------------------------------- | ------------------ | --------- |
| 1996 | Actriz favorita – Drama           | Mentes peligrosas  | Ganadora  |
| 1997 | Actriz favorita – Comedia/romance | Un día inolvidable | Ganadora  |
| 2001 | Actriz favorita – Suspenso        | Revelaciones       | Ganadora  |

Premios de la Asociación de Críticos de Cine de Chicago
| Año  | Categoría    | Trabajo                  | Resultado |
| ---- | ------------ | ------------------------ | --------- |
| 1989 | Mejor actriz | Los fabulosos Baker Boys | Ganadora  |

Premios de la Kansas City Film Critics Circle
| Año  | Categoría               | Trabajo         | Resultado |
| ---- | ----------------------- | --------------- | --------- |
| 2003 | Mejor actriz de reparto | La flor del mal | Ganadora  |

Premios LAFCA
| Año  | Categoría    | Trabajo                  | Resultado |
| ---- | ------------ | ------------------------ | --------- |
| 1989 | Mejor actriz | Los fabulosos Baker Boys | Ganadora  |

Premios MTV
| Año  | Categoría                       | Trabajo           | Resultado |
| ---- | ------------------------------- | ----------------- | --------- |
| 1993 | Mejor beso (con Michael Keaton) | Batman regresa    | Nominada  |
| 1993 | Actriz más deseada              | Batman regresa    | Nominada  |
| 1996 | Mejor actuación femenina        | Mentes peligrosas | Nominada  |
| 1996 | Actriz más deseada              | Mentes peligrosas | Nominada  |

Premios National Board of Review
| Año  | Categoría    | Trabajo                  | Resultado |
| ---- | ------------ | ------------------------ | --------- |
| 1989 | Mejor actriz | Los fabulosos Baker Boys | Ganadora  |

Premios National Society of Film Critics
| Año  | Categoría    | Trabajo                  | Resultado |
| ---- | ------------ | ------------------------ | --------- |
| 1989 | Mejor actriz | Los fabulosos Baker Boys | Ganadora  |

Premios New York Film Critics Circle
| Año  | Categoría    | Trabajo                  | Resultado |
| ---- | ------------ | ------------------------ | --------- |
| 1989 | Mejor actriz | Los fabulosos Baker Boys | Ganadora  |

Premios de la Sociedad de Críticos de Cine de San Diego
| Año  | Categoría               | Trabajo         | Resultado |
| ---- | ----------------------- | --------------- | --------- |
| 2002 | Mejor actriz de reparto | La flor del mal | Ganadora  |